# Georg Loesti

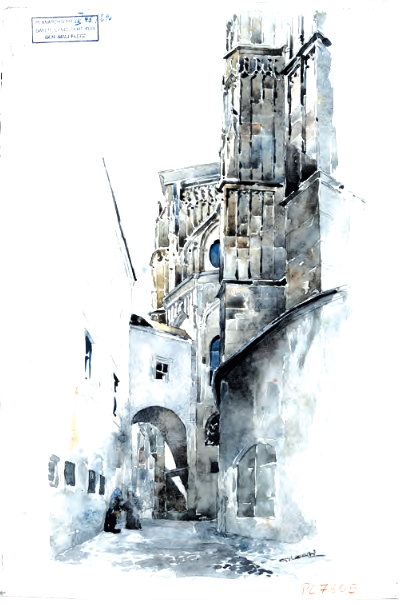
Zengergasse in Passau, Aquarell um 1915

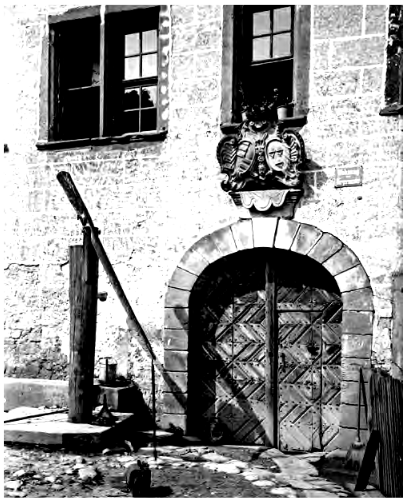
Schlossportal und Ziehbrunnen in Leuzendorf, Fotografie vor 1916

Georg Loesti (* 1859 in München; † 1943 in Stuttgart) war ein deutscher Architekt, Fotograf und Illustrator. Er illustrierte viele Bände der Kunstdenkmäler von Bayern.

## Leben
Georg Loesti war der Sohn eines Grafikers, der in München eine Lithographiewerkstätte betrieb. Er studierte an der Technischen Hochschule München Architektur und arbeitete nach seinem Abschluss 1881 im Büro Max von Heckels. 1884 war Albert Schmidt sein Arbeitgeber; kurzfristig war er bei Georg von Hauberrisser angestellt, danach zog er nach Karlsruhe und schließlich nach Stuttgart. Dort arbeitete er bei Lambert und Stahl. 1890 machte er sich selbstständig.
Die Architektonische Rundschau enthält einige seiner Veröffentlichungen. Meist handelt es sich um seine Interpretation von Entwürfen verschiedener Architekten, versehen mit einer kurzen Bau- und Lagebeschreibung. Die gezeigten Tafelwerke beruhten auf Zeichnungen, Stahlstichen oder Steindrucken. Wie am Beispiel der Villa Haas Architekt Ludwig Hofmann zu sehen ist, wurden die eingereichten Entwürfe im Maßstab verkleinert und detailliert übernommen.
Loesti’s Begabung war, seine künstlerische Darstellung des Objektes in ein fiktives Umfeld dem Zeitgeist folgend einzubringen. Werbewirksam fanden seine Darstellungen und Auftragsarbeiten im gesamten Kaiserreich ihre Verbreitung.

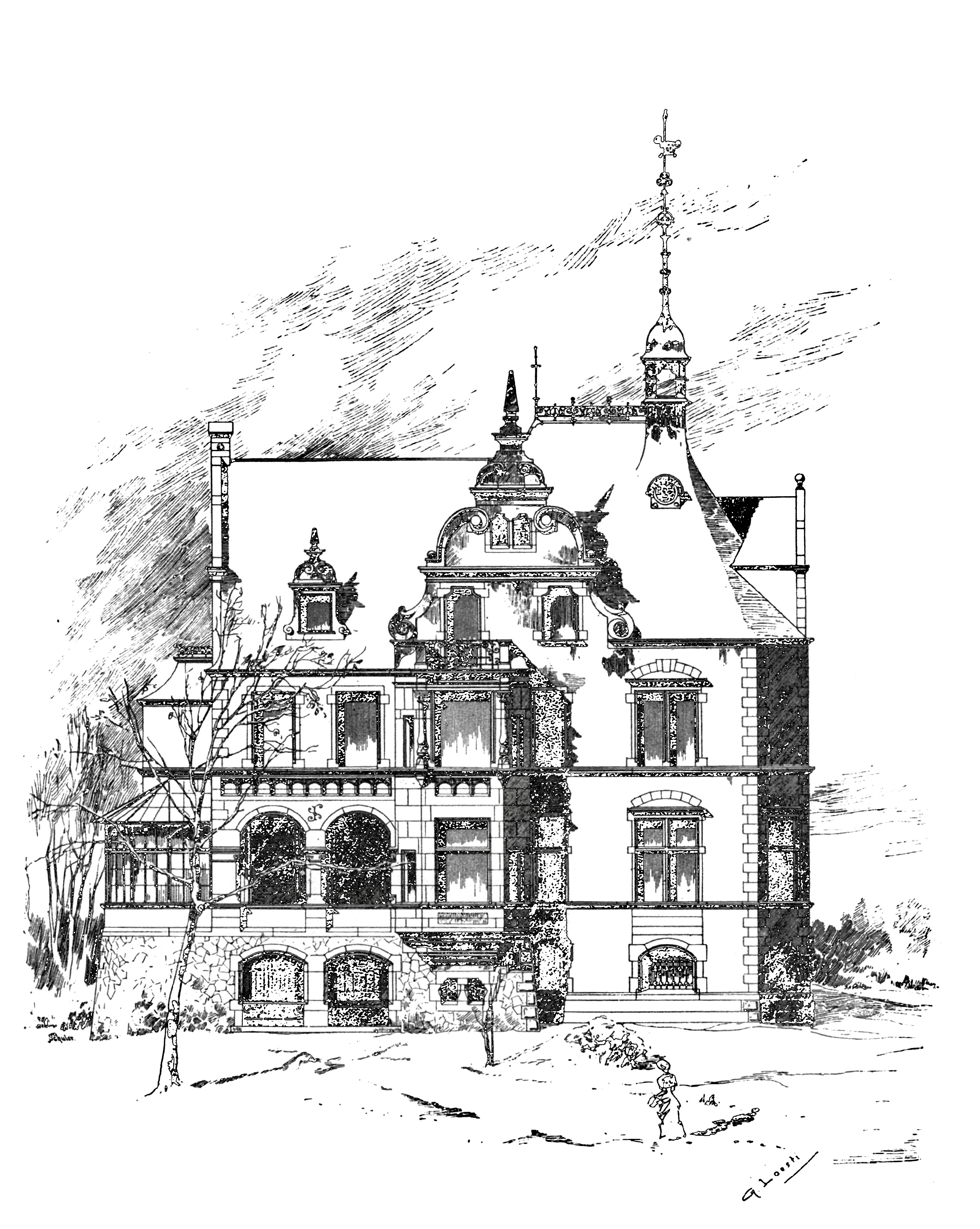
Villa Haas Stich von G. Loesti

Als Architekt war Loesti unter anderem an einem Wettbewerbsentwurf zum Reichstagsgebäude und an der Planung der Münchner Synagoge beteiligt, ferner entwarf er 1895 einen Brunnen für Heilbronn. Umfangreicher ist aber sein zeichnerisches und fotografisches Werk. Loesti illustrierte das Buch Straßburg und seine Bauten und schuf ein Werk über die Wohlfahrtsbauten der Firma Krupp in Essen. Ferner war er langjähriger Mitarbeiter bei der Inventarisation der Kunstdenkmale und Altertümer in Württemberg und der Inventarisation der Kunstdenkmale und Altertümer in Bayern. Seine teilweise mit Aquarellfarben kolorierten technischen Zeichnungen beurteilte Gisa Schäffer-Huber als „freie Kunstwerke von Rang“; Loestis Zeichnungen ließen, so die Autorin, Einflüsse des Jugendstils erkennen. Loesti schuf außerdem zahlreiche fotografische Aufnahmen von Kunst- und Bauwerken sowie von Landschaften.
Georg Loesti war mit der Malerin Thekla Loesti-Wessinger verheiratet. Aus der Ehe ging die Tochter Margarete hervor.